# Tipula (Bellardina) parrai
Tipula (Bellardina) parrai is een tweevleugelige uit de familie langpootmuggen (Tipulidae). De soort komt voor in het Neotropisch gebied.